# Almansa (stacja kolejowa)
Almansa (hiszp. Estación de Almansa) – stacja kolejowa w miejscowości Almansa, w prowincji Albacete, we wspólnocie autonomicznej Kastylia-La Mancha, w Hiszpanii.
Jest obsługiwana przez pociągi Larga i Media Distancia przewoźnika Renfe.

## Położenie stacji
Znajduje się na linii kolejowej Madryt – Walencja w km 350,9, na wysokości 712 m n.p.m..

## Historia
Tłem przybycia kolei do Almansy były plany połączenia Madrytu z Alicante, biorąc za punkt wyjścia linii Madryt-Aranjuez i jej przedłużenie do Albacete poprzez Alcázar de San Juan przez Compañía del Camino de Hierro de Madrid a Aranjuez. Stacja została otwarta 17 listopada 1857 wraz z otwarciem odcinka Albacete-Almansa. W 1941 roku, w wyniku nacjonalizacji kolei w Hiszpanii, stała się częścią nowo utworzonego RENFE.
Od 31 grudnia 2004 Renfe Operadora zarządza liniami kolejowymi, podczas gdy Adif jest właścicielem obiektów kolejowych.
Rozwój w styczniu 2011 roku potwierdził, że wraz z pojawieniem się dużej prędkości do obszaru, Almansa mają nową stację na północ od miasta, w pobliżu Szpitala General.3 To będzie również obejmować modyfikację klasycznej trasie, która teraz przechodzi na południe od miasta.

## Linie kolejowe
- Madryt – Walencja